# Григорій Сковорода (фільм)
«Григорій Сковорода» — радянський повнометражний художній біографічний фільм 1958 року режисера Івана Кавалерідзе про життя українського філософа Григорія Сковороди.
Фільм вийшов в прокат в УРСР 5 березня 1958 року.

## Синопсис
Санкт-Петербург, розкішний палац імператриці Єлизавети. Молодий поет Сковорода обласканий і пригрітий самою царицею. Та він байдужий до почестей і слави, серцем він зі своїм народом, з Україною. Поет залишає царський палац і повертається на батьківщину.
За виступи проти релігії найкращого студента Григорія Сковороду виключають з Київської духовної академії. Завершує свою освіту — за кордоном. Та в Україні він уже широко відомий.
Зважаючи на це духовенство підлещується, намагається залучити Сковороду на свій бік. «Я собою стовпотворіння множити не хочу, досить і вас — стовпів неотесаних», — відмовляючись від високих посад, говорить поет. Занадто добре він бачить страждання народу, несправедливість, брехливість і лицемірство правлячого ладу і релігії.
Утративши можливість розповсюджувати з кафедри свої передові погляди, Сковорода стає мандрівним філософом. У селянській хаті, на ярмарках, на роздоріжжі доріг співає він пісні-легенди про борців за свободу. Звучить його пристрасне слово, пройняте вірою в майбутнє свого народу.

### Творча команда
- Сценарій: Іван Кавалерідзе, Н.Петренко
- Постановка: Іван Кавалерідзе
- Оператор: Володимир Войтенко
- Художник: Микола Рєзник
- Режисери: Лука Ляшенко, М. Рильський
- Художники:
  - по костюмам — Катерина Гаккебуш
  - по гриму — М. Лосев
- Композитор: Борис Лятошинський
- Звукооператор: Андрій Демиденко
- Редактори: А.Поляков, Рената Король
- Консультант: доктор філологічних наук П. Попов
- Монтаж: І. Карпенко
- Державний оркестр УРСР, диригент П.Поляков
- Директор картини: Леонід Нізгурецький

## Акторський склад
- Григорій Сковорода — Олександр Гай
- Сагура — Микола Козленко
- Федур — О. Тюрін
- Параска — Таїсія Литвиненко
- Василь Томара — Юрій Саричев
- Поміщик Томара — Микола Пішванов
- Дружина поміщик Томари — Євгенія Виховська
- Никодим Срібницький — І. Ужвій
- Самуїл Міславський — Яків Козлов
- Сидір Карпович — Анатолій Моторний
- Імператриця Єлизавета — Калерія Землеглядова
- Мавра Шувалова — Ганна Ніколаєва
- Шувалов Олександр — Олексій Савостьянов
- Шувалов Іван — Вітольд Янпавліс
- Розумовський — Всеволод Биковець
- Генерал Кречетников — Юрій Лавров

А також Георгій Бабенко, Б. Вербицький, В. Данилін, Олексій Бунін, Д. Матвєєв, Л. Руденко, Степан Шкурат, А. Шутенко

## Участь у фестивалях, нагороди
5-й Фестиваль українського кіно в Кембриджі, (2012)